# Prepona aguacensis
Prepona aguacensis är en fjärilsart som beskrevs av Le Moult 1932. Prepona aguacensis ingår i släktet Prepona och familjen praktfjärilar. Inga underarter finns listade i Catalogue of Life.